# Franz Xaver Proebst (Architekt)
Franz Xaver Proebst (* 5. September 1886 in Berlin; † nach 1966) war ein deutscher Architekt.

## Werdegang

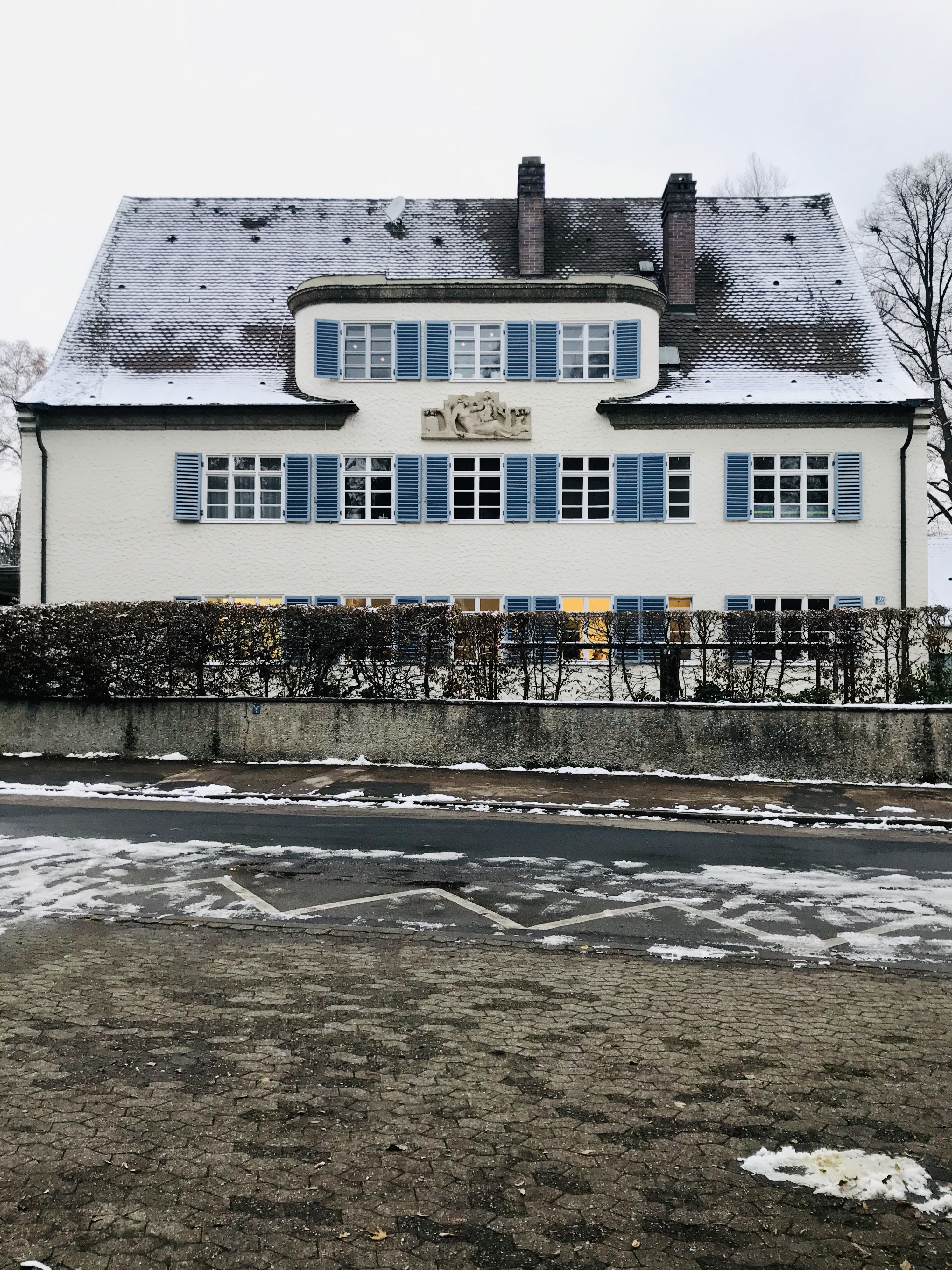
Villa Weinzierl in Ingolstadt

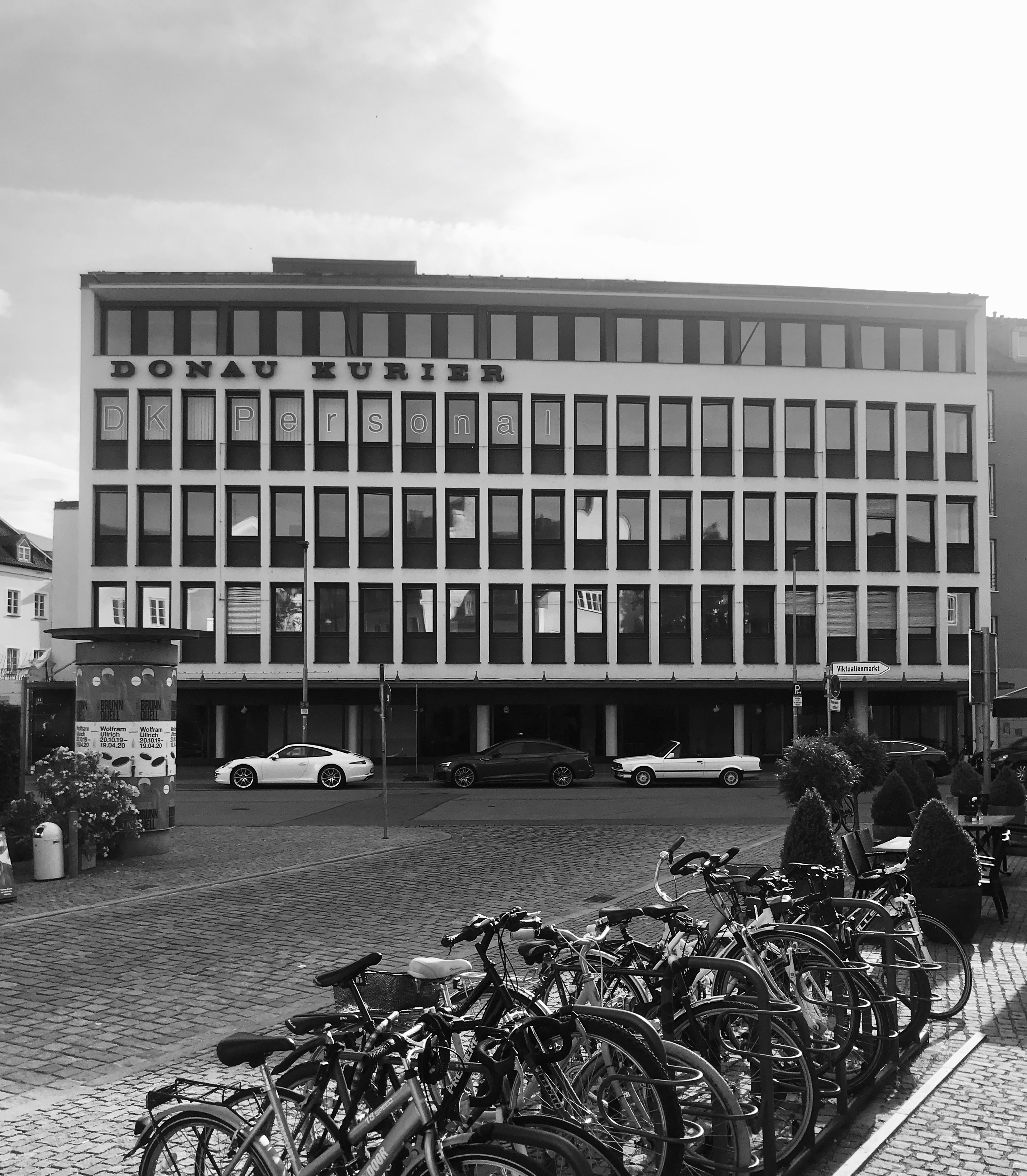
Donaukurier-Verlagsgebäude in Ingolstadt

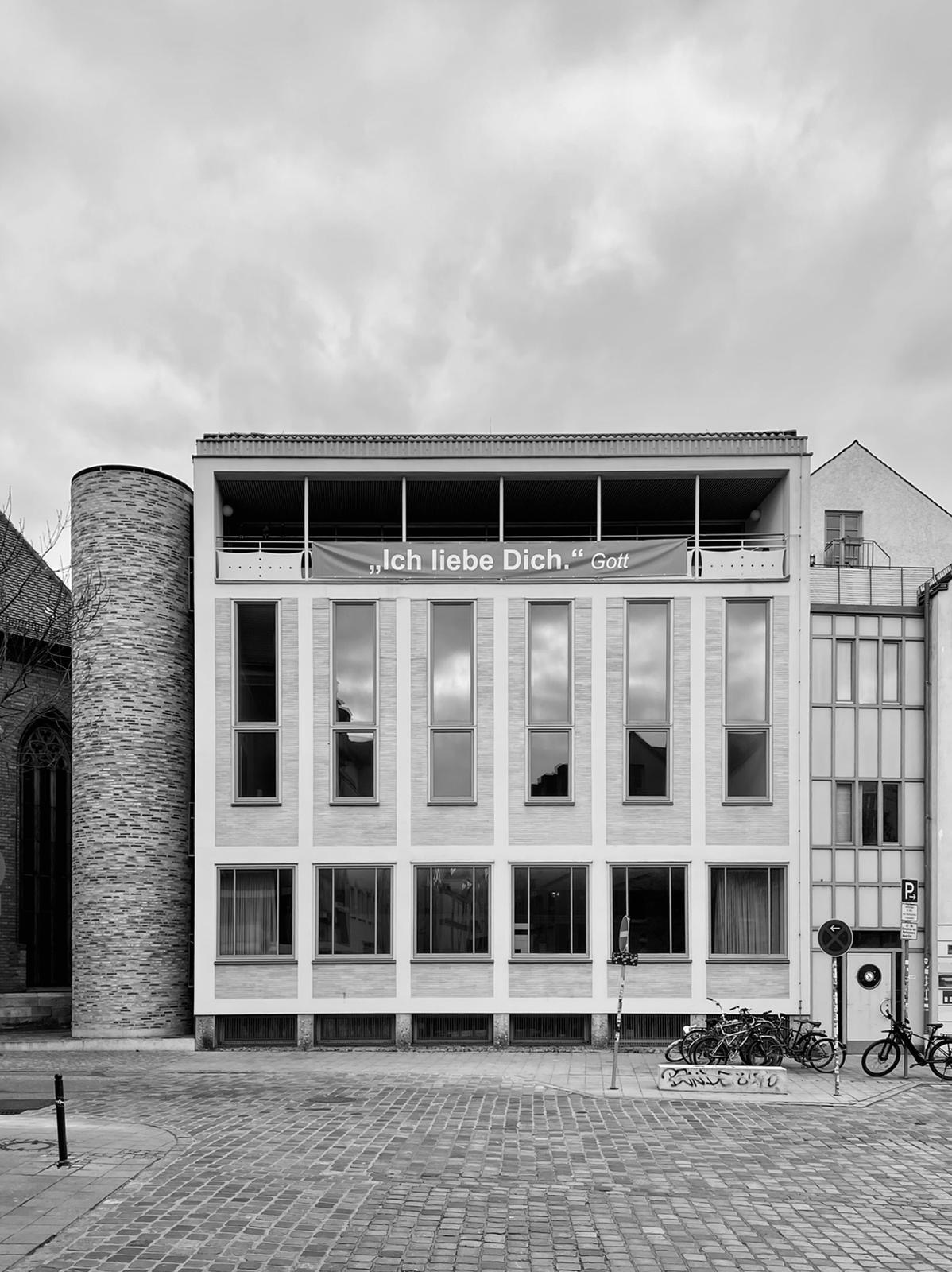
Gemeindehaus St. Matthäus in Ingolstadt

Proebst studierte Architektur an der Technischen Hochschule München, an der zu seiner Zeit (um 1908) bekannte Architekten wie Friedrich von Thiersch, Joseph Bühlmann, Heinrich von Schmidt, Carl Hocheder und Theodor Fischer lehrten. Er war danach als Architekt in München und Ingolstadt tätig. Mehrere Bauten schuf er mit dem gebürtigen Ingolstädter Architekten Josef Elfinger als Mitarbeiter.

## Bauten
- 1928: Villa für Paul Weinzierl in Ingolstadt, Parkstraße 10 (unter Denkmalschutz)[4]
- 1930: Wirtschaftswissenschaftliche Fakultät der Katholischen Universität Universität Eichstätt-Ingolstadt[5] (verändert durch Wilhelm Kücker)
- 1949: Umbau des Union-Filmtheaters in Ingolstadt, Josef-Ponschab-Straße 1 1/2[6]
- 1950: Wiederaufbau des Wohn- und Geschäftshauses Harderstraße 10 in Ingolstadt (unter Denkmalschutz)[4]
- 1950: Donaukurier-Verlagsgebäude in Ingolstadt (mit Josef Elfinger)[2][7]
- vor 1951: Fabrikhalle auf dem Rieter-Werksgelände in Ingolstadt (abgerissen)
- 1955–1956: Gemeindehaus St. Matthäus in Ingolstadt, Schrannenstraße 7 (mit Josef Elfinger; unter Denkmalschutz; saniert durch Florian Nagler)[4][8]
- 1963–1966: Gebäude der AOK in Ingolstadt (mit Josef Elfinger; verändert)